# Brug 988
Brug 988 is een bouwkundig kunstwerk in Amsterdam-Noord.
Deze voet- en fietsbrug verleent toegang tot het Baanakkerspark (noordelijk, zowel park als buurt) en ligt in het verlengde van de Enkhuizerstraat (zuidelijk) in Tuindorp Nieuwendam.
Voor deze verbinding ontwierp Dirk Sterenberg van de Dienst der Publieke Werken in 1964 een brug. Sterenberg ontwierp in deze tijd van steeds nieuwe stadsuitbreidingen een serie bruggen, waarvan er niet alleen een aantal in Noord werden gebouwd maar ook in het Gijsbrecht van Aemstelpark in Buitenveldert. Dit is een korte variant daarvan. Het bestaat uit een plaat beton (opgebouwd uit liggers) die wordt gedragen door twee betonnen zeshoekige brugpijlers met een juk. Anders dan in Buitenveldert (groen/wit) zijn de leuningen van deze brug in Noord blauw. Er kon hier een kortere versie gelegd worden omdat de landhoofden (anders dan bij de lange versie) ver in het water zijn geprojecteerd (brug is circa 9,5 meter lang in een gracht van 20 meter breedte). Een andere brug uit de serie is bijvoorbeeld brug 987. De brug werd gebouwd in 1966/1967.
Sterenberg ontwierp meer dan 170 bruggen voor Amsterdam.

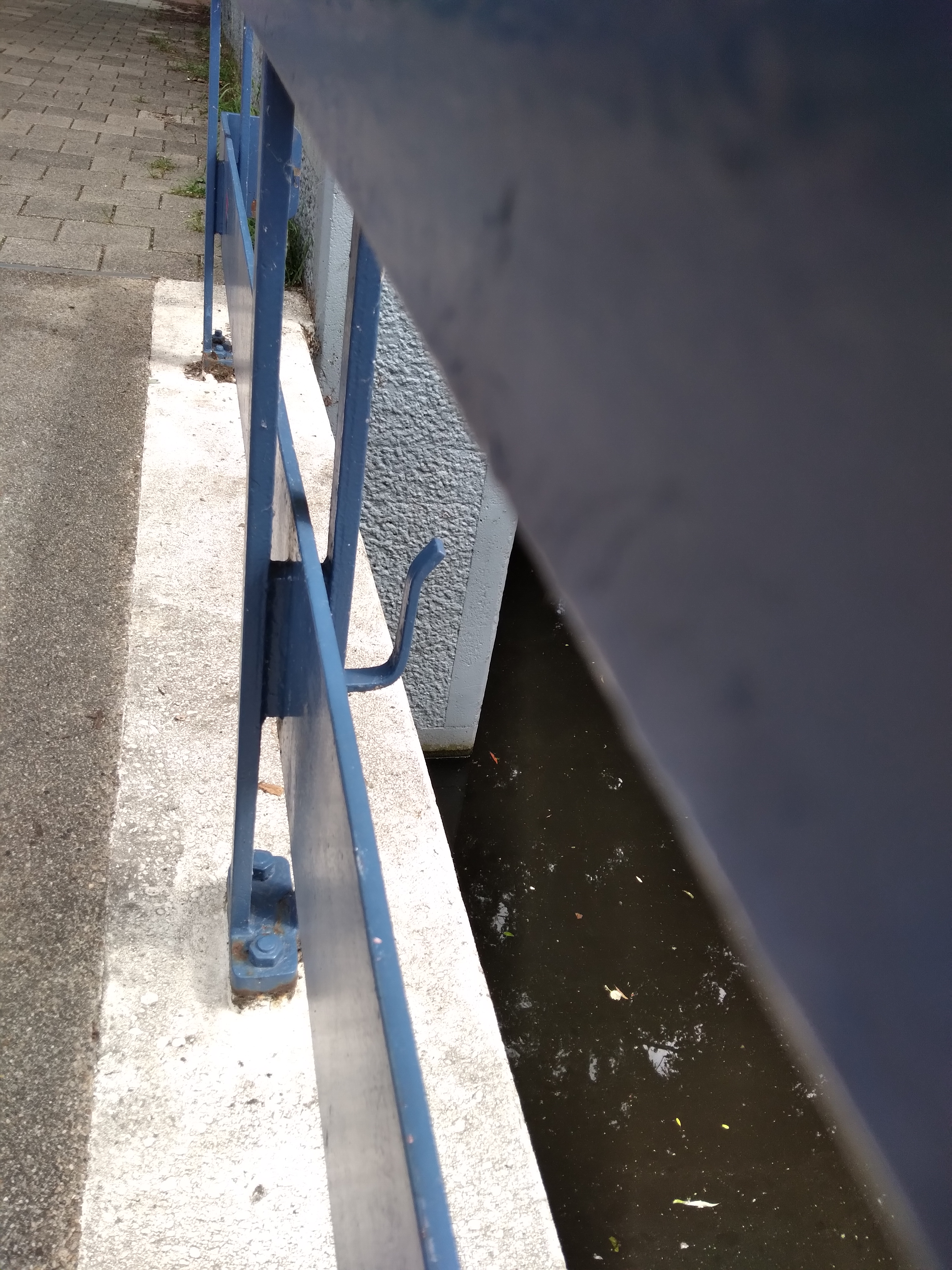
Beugel voor reddingshaak (juli 2021)

<<< · 900 · 901 · 904 · 905 · 906 · 907 · 908 · 909 · 912 · 913 · 914 · 915 · 916 · 917 · 918 · 919 · 920 · 923 · 924 · 930 · 932 · 933 · 934 · 935 · 936 · 937 · 939 · 943 · 944 · 945 · 946 · 947 · 948 · 949 · 950 · 951 · 952 · 953 · 954 · 956 · 957 · 958 · 959 · 960 · 961 · 962 · 963 · 964 · 965 · 966 · 967 · 968 · 970 · 971 · 972 · 973 · 974 · 975 · 978 · 979 ·  980 · 981 · 984 · 985 · 986 · 987 · 988 · 989 · 990 · 991 · 992 · 993 · 994 · 995 · 996 · 997 · 998 · 999 · >>>
Brugnummers  902, 903, 910, 911, 920, 921, 922, 925, 926, 927, 928, 929, 931, 937, 938, 940, 941, 942, 955, 969, 976, 977, 982, 983 zijn niet (meer) vergeven.